# Nordiske Medier
Nordiske Medier er en virksomhed indenfor fagmedier der udgiver 30 printmedier og 54 onlinemedier i Danmark, Sverige og Norge. 
Nordiske Medier har afdelinger i Danmark, Norge og Sverige med flere end 200 medarbejdere placeret i Aalborg (Danmark), København (Danmark), Gøteborg og Stockholm (Sverige), og Oslo (Norge), og  ejes af Nordjyske Medier. Medierne udsender hver dag online nyhedsbreve til flere end 550.000 modtagere.
Redaktionelt har virksomheden omkring 75 journalister, grafikere og redaktører, og der er ansat et tilsvarende antal sælgere inklusive et mindre antal salgschefer. 

## Medier
Nordiske Medier udgiver i Danmark følgende fagmedier som hver henvender sig til bestemte brancher:
- Jern og Maskinindustrien
- Transportmagasinet
- Magasinet pleje
- Mester Tidende
- Motor-magasinet
- Licitationen
- Søfart
- Plastforum
- RetailNews
- EnergyIslandNews
- FemernNew
- LynetteholmNews
- Building Supply
- Metal Supply: Et onlinemedie (netadresse: metal-supply.dk), der henvender sig til jern- og maskinindustrien. Det udsender pr. marts 2024 et daglig nyhedsbrev til 21.990 personer indenfor branchen. Mediet blev startet i september 2003.[3]
- Electronic Supply
- Energy Supply
- Wood Supply
- Food Supply